# Zisterzienserinnenabtei Fontaine-Guérard

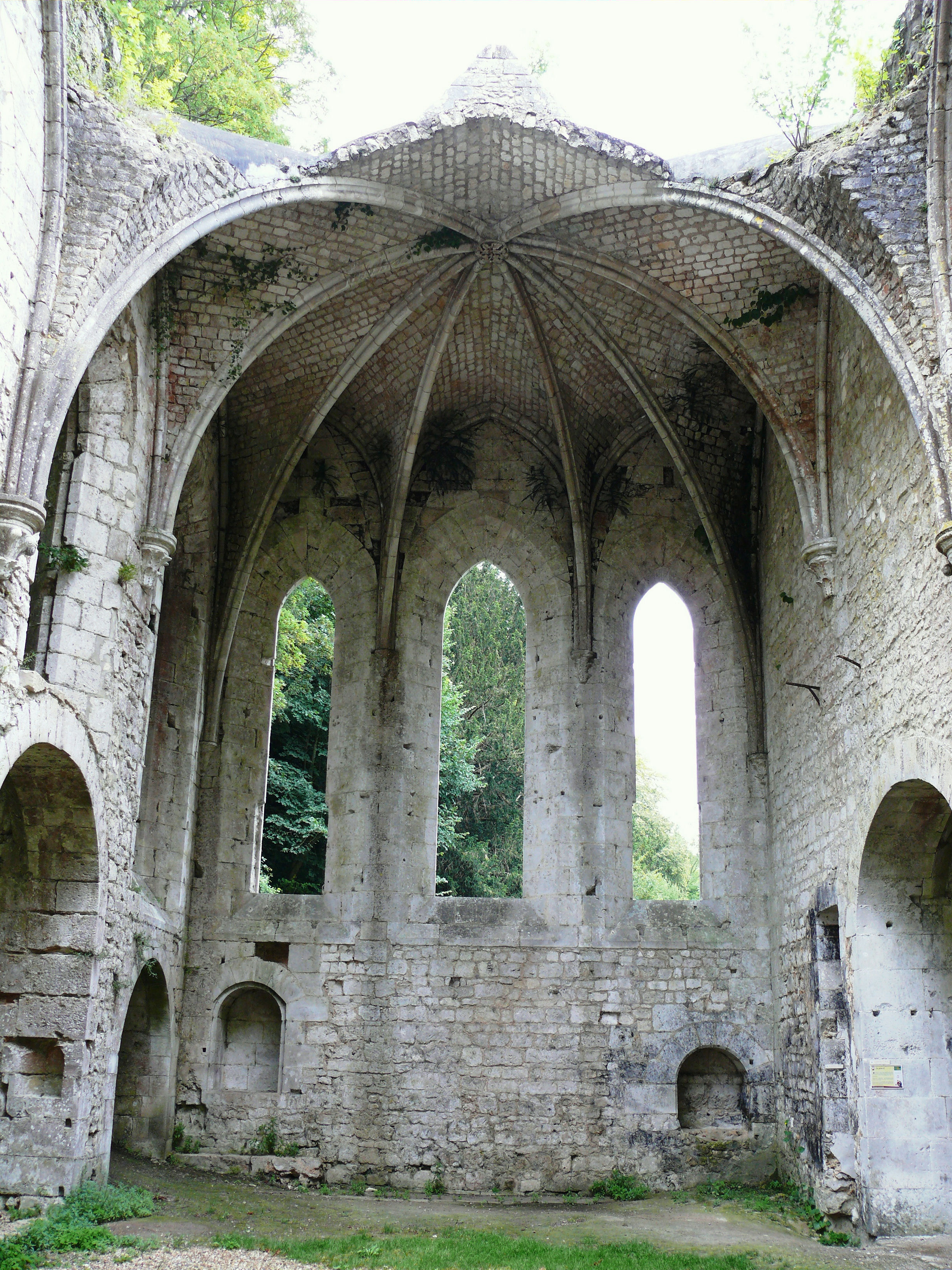
Blick in die Ruine des Chors der Klosterkirche

Die Zisterzienserinnenabtei Fontaine-Guérard war von 1135 bis 1189 ein Priorat der Benediktinerinnen, dann bis 1790 ein Kloster der Zisterzienserinnen in Radepont im Département Eure in Frankreich.

## Geschichte
Das seit 1135 südöstlich Rouen am Fluss Andelle existierende Benediktinerinnenkloster wurde 1189 durch eine Stiftung Robert von Leicesters auf breiteren wirtschaftlichen Boden gestellt und schloss sich 1207 dem Zisterzienserorden an. Nach Abschluss der gotischen Bauten wurde das Priorat 1253 zur Abtei erhoben und 1790 durch die Französische Revolution aufgelöst. Die Schönheit der heute noch verbliebenen Ruinen (vor allem Kirche und Kapitelsaal, seit 1937 unter Denkmalschutz) wird allgemein gelobt. Der Ort wird vom Verein „Esprit de Fontaine-Guérard“ betreut und ist Mitglied der Europäischen Charta der Zisterzienserabteien und -stätten.

### Handbuchliteratur
- Laurent Henri Cottineau: Répertoire topo-bibliographique des abbayes et prieurés. Bd. 1. Protat, Mâcon 1939–1970. Nachdruck: Brepols, Turnhout 1995. Spalte 1173.
- Bernard Peugniez: Le Guide Routier de l’Europe Cistercienne. Editions du Signe, Straßburg 2012, S. 260–261.
- Gereon Christoph Maria Becking: Zisterzienserklöster in Europa. Kartensammlung, Lukas Verlag Berlin 2000, ISBN 3-931836-44-4, Blatt 53 C.
- Cistercian Sites in Europe. Antwerpen 2012, S. 63.